# From Elvis in Memphis
From Elvis in Memphis es el trigésimo quinto álbum de estudio del músico y cantante estadounidense Elvis Presley, publicado por la compañía discográfica RCA Victor en junio de 1969. El álbum fue grabado en los American Sound Studio de Memphis (Tennessee) en enero y febrero de 1969 bajo la producción de Chips Moman y respaldado por su propia banda, denominada «The Memphis Boys». Después del éxito del especial televisivo navideño de 1968 y de su respectiva banda sonora, el álbum marcó el retorno de Presley a la grabación de álbumes de estudio tras completar su contrato cinematográfico con Paramount Pictures.
El séquito de Presley le convenció de abandonar los RCA Studios y grabar el álbum en American Sound, un nuevo estudio de Memphis en la cima de una racha exitosa. La razón de ir al estudio de Moman fue por el sonido soul de su banda, The Memphis Boys. El predominio de canciones country entre las grabadas en estas sesiones da al álbum un estilo cercano al country soul. La impresión es enfatizada por el uso frecuente de instrumentos como el dobro en los arreglos.
From Elvis in Memphis fue publicado en junio de 1969 con reseñas favorables y alcanzó el puesto trece en la lista estadounidense Billboard 200, así como el dos en la lista de álbumes country y el tres en el Reino Unido. Por su parte, el sencillo «In the Ghetto» alcanzó el puesto tres en la lista Billboard Hot 100. El álbum fue certificado como disco de oro por la RIAA en 1970. En años posteriores, ganó críticas más favorables aún y ocupó el puesto 190 en la lista de los 500 mejores álbumes de todos los tiempos según la revista Rolling Stone. 

## Trasfondo
Después de volver de la Armada de los Estados Unidos en 1960, su representante, Tom Parker, cambió el enfoque de la carrera de Presley, sustituyendo los conciertos y los álbumes por largometrajes y bandas sonoras. En marzo de 1961, realizó el que sería su último concierto en directo durante ocho años en beneficio de la construcción del USS Arizona Memorial en el Boch Arena de Pearl Harbor, Hawái. Durante la primera mitad de la década de 1960, tres bandas sonoras de Presley alcanzaron el primer puesto de las listas de discos más vendidos, y un buen número de sus canciones más populares procedían de sus largometrajes, como «Return to Sender» y «Can't Help Falling in Love».
Después de 1964, Parker decidió que Presley debía grabar solo bandas sonoras. Vio las películas y las bandas sonoras como complementarias, de modo que cada una ayudaba a la promoción de la otra. Sin embargo, el éxito comercial de las películas y las bandas sonoras de Elvis disminuyó de manera constante (Paradise, Hawaiian Style; Easy Come, Easy Go; Speedway), mientras el propio músico se encontraba cada vez más decepcionado con la calidad de su trabajo. Entre 1964 y 1968, Presley solo tuvo un sencillo en el top 10, «Crying in the Chapel», un tema gospel grabado en 1960. Solo un disco con nuevo material fue publicado en esta época, How Great Thou Art, que ganó un premio Grammy en la categoría de mejor interpretación inspiracional.
En 1968, Parker arregló un acuerdo con NBC para un especial televisivo navideño protagonizado por Presley frente a una audiencia en directo. Parker había planeado en un principio que Presley cantase solo villancicos, pero el productor Steve Binder convenció al cantante para interpretar canciones de su repertorio original. Las altas calificaciones recibidas por el especial y el éxito de su disco correspondiente restableció la popularidad de Presley tras una década de altibajos.
Durante la realización del especial, Presley realizó una improvisada jam session acústica sentado junto a algunos de músicos más frecuentes y amigos, que pasaría a dejar sentada las bases para el futuro MTV Unplugged. A su vez Presley le dijo al productor Steve Binder: «Nunca más voy a cantar otra canción en la que no crea, no volveré a hacer otra película en la que no crea». Como parte de su decisión, volvió a centrarse en la música, en detrimento de su carrera cinematográfica, y Presley decidió grabar un nuevo álbum.

## Grabación
Presley abandonó los estudios donde solía grabar (Radio Recorders en Hollywood, California y RCA Studio B en Nashville, Tennessee) para grabar nuevo material en Memphis. Después del especial televisivo, se acercó a Scotty Moore y D.J. Fonatana, que habían tocado con él desde comienzos de su carrera, y quienes se reunieron con él en el programa de televisión. Presley preguntó a Moore sobre usa el Music City Recorders de Nashville, pero su sugerencia nunca llegó a buen término.
Durante una reunión en enero de 1969 en Graceland, Presley comentó a Felton Jarvis, su productor habitual, que no quería grabar su nuevo disco en RCA Studios. Sus amigos, George Klein y Marty Lacker, sugirieron que usara el American Sound Studio, un nuevo estudio en el que Lacker estaba involucrado. RCA contactó con el entonces productor del estudio, Chips Moman. Dispuesto a trabajar con Presley, Moman pospuso una sesión con Neil Diamond después de preguntar a Jarvis si podía ser el segundo productor. Se acordó que las grabaciones de Presley podían llevarse durante diez días con un coste de 25 000 dólares. En la grabación, estuvo respaldado por la banda del estudio, 827 Thomas Street Band, informalmente conocidos como The Memphis Boys, integrada por Reggie Young en la guitarra, Tommy Cogbill y Mike Leech en el bajo, Gene Chrisman en la batería, Bobby Wood en el piano y Bobby Emmons en el órgano.
Aunque RCA Records supervisó la política de la empresa para grabar solo en sus propios estudios, la compañía mandó a su personal a los American Sound. La grabación comenzó el 13 de febrero de 1969, cuando Presley llegó al estudio resfriado. Además de su comitiva, estuvo acompañado por Freddy Bienstock, de la editorial Hill & Range, Tom Diskin, asistente de Parker, el productor Felton Jarvis, el ejecutivo Harry Jenkins y el ingeniero Al Pachucki. La sesión, que produjo tomas de «Long Black Limousine», «Wearin' That Loved On Look» y otros temas no incluidos en el álbum final, continuó hasta las cinco de la madrugada. Después del primer día de grabación, Moman y sus amigos expresaron su malestar por el tamaño de la comitiva de Presley, y el cantante estuvo acompañado por un número de personas más reducido en las sesiones siguientes.
Al día siguiente, Presley grabó «I'm Movin' On» y «Gentle on My Mind», abandonando el estudio mientras trabajaba en la última para descansar su garganta. La noche siguiente, Presley no apareció debido al empeoramiento de su salud, y los días 15 y 16 de enero, el resto del grupo grabó las pistas básicas para sesiones posteriores. Presley volvió al estudio el 20 de enero para grabar veintitrés tomas de «In the Ghetto» y finalizar la toma de voz de «Gentle on My Mind». El 22 de enero, grabó «I'll Hold You in My Heart (Till I Can Hold You in My Arms)» y «Suspicious Minds». A continuación, Presley tomó un descanso de la grabación y viajó de vacaciones a Aspen (Colorado) para celebrar el primer cumpleaños de su hija Lisa Marie Presley.
Durante la ausencia de Presley, Moman fue abordado por Bienstock, que estaba preocupado acerca de posibles controversias futuras relativas a la publicación de las canciones. Moman y Presley habían decidido no grabar composiciones de Hill & Range, y en su lugar utilizar compositores de American Sound. Bienstock, particularmente interesado en «Suspicious Mind» y «Mama Liked the Roses», advirtió que Moman tendría que renunciar a los derechos de publicación para editar las canciones. En respuesta, Moman le contestó que cogiera todas las grabaciones y se fuera del estudio. Harry Jenkins, vicepresidente de RCA, intercedió poniéndose del lado de Moman y ordenando a Bienstock que permaneciese lejos del estudio y dejase a Presley trabajar con el personal. Mientras tanto, Diskin informó a Presley sobre las cuestiones editoriales. Presley apoyó a Moman, asegurando a Diskin que él y el productor podían manejar el trabajo de las sesiones. Diskin contactó con Parker, quien le dijo que regresara a California. Moman retuvo los derechos de publicación, y las sesiones fueron programadas varias semanas después.
Presley volvió al estudio los días 17 y 18 de febrero para grabar «True Love Travels on a Gravel Road», «Power of My Love», «After Loving You» y «Do You Know Who I Am?». Un día después, dedicó la mayor parte de la sesión a «Kentucky Rain», una de las pocas canciones de Hill & Range utilizadas en las grabaciones. Presley continuó con una grabación de «Only the Strong Survive», un éxito de Jerry Butler el año anterior, que llevó veintinueve tomas. El 20 de febrero, grabó el tema de Johnny Tillotson «It Keeps Right on a Hurtin'» en tres tomas y «Any Day Now» en seis. La última sesión tuvo lugar el 22 de febrero, cuando sobregrabó la voz en «True Love Travels on a Gravel Road» y «Power of My Love», así como las voces de otras canciones no incluidas finalmente en el álbum. El mes siguiente, Mike Leech y Green Spreen comenzaron a trabajar en la orquestación para finalizar el álbum.

## Lista de canciones
| Cara A |                                                              |                                             |          |  |
| N.º    | Título                                                       | Escritor(es)                                | Duración |  |
| 1.     | «Wearin' That Loved On Look»                                 | Dallas Frazier, A.L. Owens                  | 2:46     |  |
| 2.     | «Only the Strong Survive»                                    | Jerry Butler, Kenny Gamble, Leon Huff       | 2:42     |  |
| 3.     | «I'll Hold You in My Heart (Till I Can Hold You in My Arms)» | Eddy Arnold, Thomas Dilbeck, Vaughan Horton | 4:34     |  |
| 4.     | «Long Black Limousine»                                       | Bobby George, Vern Stovall                  | 3:38     |  |
| 5.     | «It Keeps Right On A-Hurtin'»                                | Johnny Tillotson                            | 2:36     |  |
| 6.     | «I'm Moving On»                                              | Hank Snow                                   | 2:43     |  |

| Cara B |                                      |                                        |          |  |
| N.º    | Título                               | Escritor(es)                           | Duración |  |
| 1.     | «Power of My Love»                   | Bernie Baum, Bill Giant, Florence Kaye | 2:36     |  |
| 2.     | «Gentle on My Mind»                  | John Hartford                          | 3:21     |  |
| 3.     | «After Loving You»                   | Janet Lantz, Eddie Miller              | 3:05     |  |
| 4.     | «True Love Travels on a Gravel Road» | Dallas Frazier, A.L. Owens             | 2:38     |  |
| 5.     | «Any Day Now»                        | Burt Bacharach, Bob Hilliard           | 2:59     |  |
| 6.     | «In the Ghetto»                      | Mac Davis                              | 2:45     |  |

| Temas extra (reedición de 1998) |                         |                           |          |  |
| N.º                             | Título                  | Escritor(es)              | Duración |  |
| 13.                             | «The Fair Is Moving On» | Guy Fletcher, Doug Flett  | 3:08     |  |
| 14.                             | «Suspicious Minds»      | Mark James                | 4:29     |  |
| 15.                             | «You'll Think of Me»    | Mort Shuman               | 4:00     |  |
| 16.                             | «Don't Cry Daddy»       | Mac Davis                 | 2:48     |  |
| 17.                             | «Kentucky Rain»         | Eddie Rabbitt, Dick Heard | 3:14     |  |
| 18.                             | «Mama Liked the Roses»  | John Christopher          | 2:47     |  |

Reedición de 2009
| Disco uno |                                                              |          |  |
| N.º       | Título                                                       | Duración |  |
| 1.        | «Wearin' That Loved On Look»                                 | 2:46     |  |
| 2.        | «Only The Strong Survive»                                    | 2:42     |  |
| 3.        | «I'll Hold You In My Heart (Till I Can Hold You In My Arms)» | 4:32     |  |
| 4.        | «Long Black Limousine»                                       | 3:42     |  |
| 5.        | «It Keeps Right On A-Hurtin'»                                | 2:36     |  |
| 6.        | «I'm Movin' On»                                              | 2:53     |  |
| 7.        | «Power Of My Love»                                           | 2:38     |  |
| 8.        | «Gentle On My Mind»                                          | 3:22     |  |
| 9.        | «After Loving You»                                           | 3:05     |  |
| 10.       | «True Love Travels On A Gravel Road»                         | 2:38     |  |
| 11.       | «Any Day Now»                                                | 3:00     |  |
| 12.       | «In The Ghetto»                                              | 2:46     |  |
| 13.       | «I'll Be There»                                              | 2:25     |  |
| 14.       | «Hey Jude»                                                   | 4:31     |  |
| 15.       | «If I'm A Fool (For Loving You)»                             | 2:44     |  |
| 16.       | «Who Am I?»                                                  | 3:18     |  |

| Disco dos |                                   |          |  |
| N.º       | Título                            | Duración |  |
| 1.        | «Inherit The Wind»                | 2:56     |  |
| 2.        | «This Is The Story»               | 2:29     |  |
| 3.        | «Stranger In My Own Home Town»    | 4:24     |  |
| 4.        | «A Little Bit Of Green»           | 3:21     |  |
| 5.        | «And The Grass Won't Pay No Mind» | 3:10     |  |
| 6.        | «Do You Know Who I Am»            | 2:49     |  |
| 7.        | «From A Jack To A King»           | 2:24     |  |
| 8.        | «The Fair Is Moving On»           | 3:09     |  |
| 9.        | «You'll Think Of Me»              | 3:59     |  |
| 10.       | «Without Love (There Is Nothing)» | 2:53     |  |
| 11.       | «In The Ghetto»                   | 2:50     |  |
| 12.       | «Any Day Now»                     | 2:57     |  |
| 13.       | «The Fair Is Moving On»           | 3:10     |  |
| 14.       | «Suspicious Minds»                | 4:24     |  |
| 15.       | «You'll Think Of Me»              | 4:00     |  |
| 16.       | «Don't Cry Daddy»                 | 2:45     |  |
| 17.       | «Rubberneckin'»                   | 2:12     |  |
| 18.       | «Kentucky Rain»                   | 3:22     |  |
| 19.       | «My Little Friend»                | 2:44     |  |
| 20.       | «Mama Liked The Roses»            | 2:36     |  |

## Personal
| - Elvis Presley – voz, guitarra, piano - Glen Spreen - orquestación - Ed Kollis – armónica - John Hughey – pedal steel guitar (en "In the Ghetto") - Reggie Young, Dan Penn – guitarra eléctrica - Bobby Wood – piano - Bobby Emmons – órgano - Tommy Cogbill, Mike Leech – bajo - Gene Chrisman – batería | - Wayne Jackson, Dick Steff, R.F. Taylor – trompetas - Ed Logan, Jack Hale, Gerald Richardson – trombón - Tony Cason, Joe D'Gerolamo – corno francés - Andrew Love, Jackie Thomas, Glen Spreen, J.P. Luper – saxofón - Joe Babcock, Dolores Edgin, Mary Greene, Charlie Hodge, Ginger Holladay, Mary Holladay Millie Kirkham, Ronnie Milsap, Sonja Montgomery, June Page, Susan Pilkington, Sandy Posey Donna Thatcher, Hurschel Wiginton – coros |

## Posición en listas
| País           | Lista                       | Posición |
| -------------- | --------------------------- | -------- |
| Alemania       | Listas de GfK Entertainment | 14       |
| Estados Unidos | Billboard Pop Albums        | 13       |
| Grecia         | Greek Charts                | 27       |
| Holanda        | Dutch Charts                | 10       |
| Noruega        | VG-Lista                    | 1        |
| Reino Unido    | Official Charts Company     | 1        |